# Agés
Agés es una localidad situada en la provincia de Burgos, comunidad autónoma de Castilla y León (España), comarca de Montes de Oca, partido judicial de Burgos, ayuntamiento de Arlanzón.

## Toponimia
El topónimo deriva del árabe حجّاج (Ḥaǧǧāǧ), un nombre propio. El lugar aparece nombrado como «Sancta Eugenia de Haggege» en el testamento del presbítero Nunu, dado el 1 de mayo de 972.

## Historia
Villa perteneciente a la Hermandad de Montes de Oca en el partido Juarros, uno de los catorce que formaban la Intendencia de Burgos durante el periodo comprendido entre 1785 y 1833, tal como se recoge en el Censo de Floridablanca de 1787. Tenía jurisdicción de realengo con alcalde ordinario.
Antiguo municipio de Castilla la Vieja en el Partido de Burgos, código INE-09005. En el censo de 1842 contaba con 52 hogares y 207 vecinos. Entre el censo de 1981 y el anterior, desaparece porque se integra en el de 09026 Arlanzón, contaba entonces con 45 hogares y 150 habitantes de derecho y una extensión superficial de 1.612 hectáreas.

### Monumentos
- Puente de Agés, de construcción atribuida a San Juan de Ortega.
- Iglesia de Santa Eulalia, pequeña iglesia católica situada en el centro del pueblo

## Demografía
| Gráfica de evolución demográfica de Agés entre 1842 y 1970 |
| |
| Población de derecho según los censos de población del INE. Población de hecho según los censos de población del INE.Entre el censo de 1981 y el anterior, este municipio desaparece porque se integra en el municipio Arlanzón. |

| 207 | 376 | 389 | 389 | 383 | 348 | 367 | 365 | 322 | 327 | 268 | 254 | 235 | 146 |